# Копнино (Собинский район)
Копнино — деревня в Собинском районе Владимирской области России. Входит в состав Копнинского сельского поселения.

## География
Деревня расположена в 4 км на юг от центра поселения села Заречного и в 21 км на юго-запад от райцентра города Собинка.

## История
Деревня Копнино впервые упоминается в писцовых книгах 1629-1635 годов в составе Осовецкого прихода и принадлежала Троицкому монастырю, в ней было 5 дворов крестьянских, 1 бобыльский и 1 пустой.
В конце XIX — начале XX века деревня являлась центром Копнинской волости Покровского уезда. В 1905 году в деревне имелось 109 дворов.
С 1929 года деревня являлась центром Копнинского сельсовета Собинского района, позднее центр сельсовета был перенесен в село Заречное.

## Население
| 1859 | 1905 | 1926 | 2002 | 2010 | 2021 |
| ---- | ---- | ---- | ---- | ---- | ---- |
| 439  | ↗721 | ↘611 | ↘183 | ↘134 | ↘78  |

## Известные уроженцы, жители
- Отставнов, Алексей Иванович (1905 — 1979) — Герой Советского Союза (1943), лейтенант (1944).

## Инфраструктура
В деревне расположены сельскохозяйственное предприятие «Им. Лакина», участковый пункт полиции, отделение федеральной почтовой связи.

## Транспорт
Через деревню проходит автодорога 17Н-579.